# Streymnes
Streymnes  est un village de la côte est de Streymoy, île de l'archipel des Îles Féroé.

## Liens externes

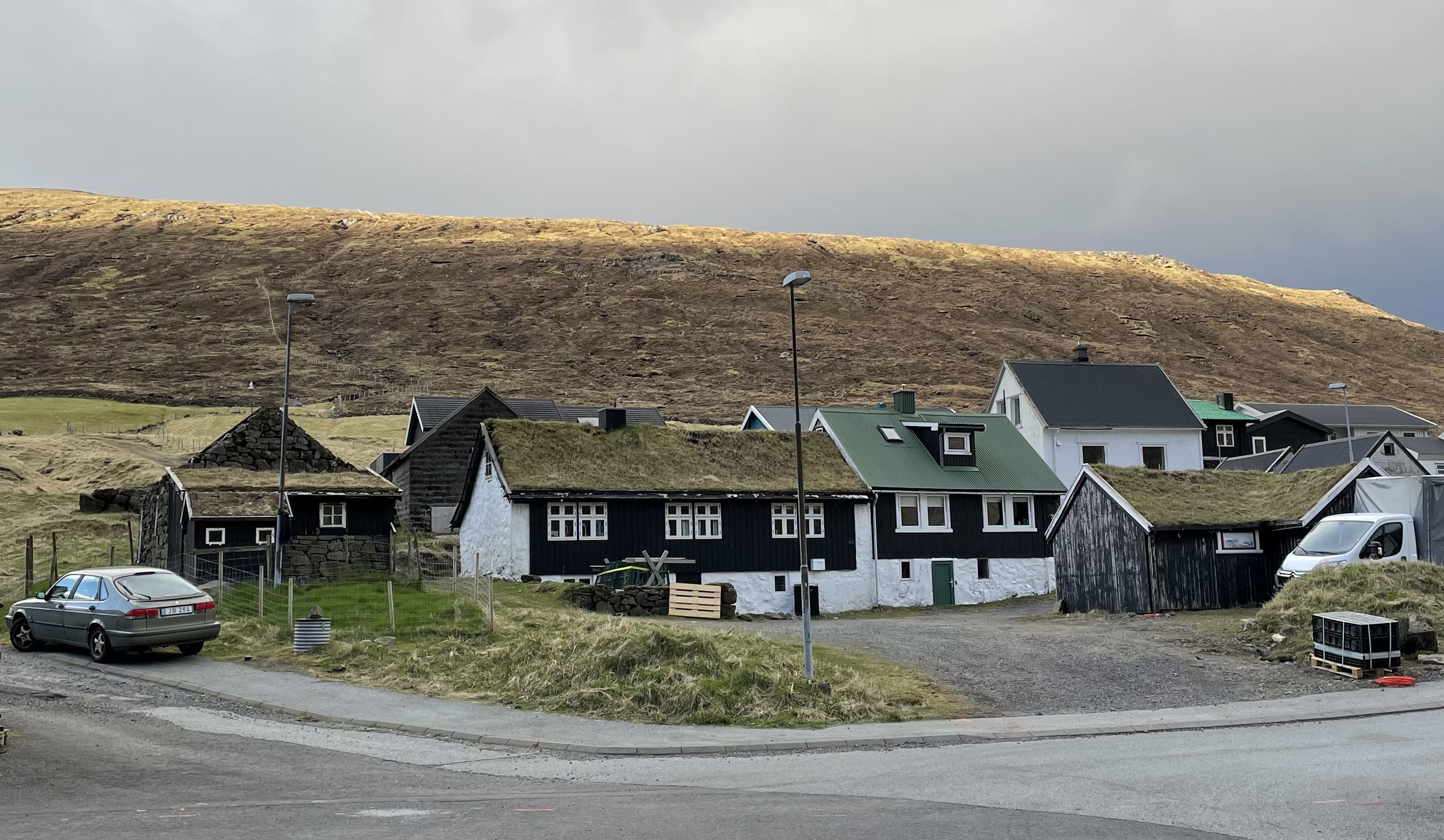
Ancien quartier du village
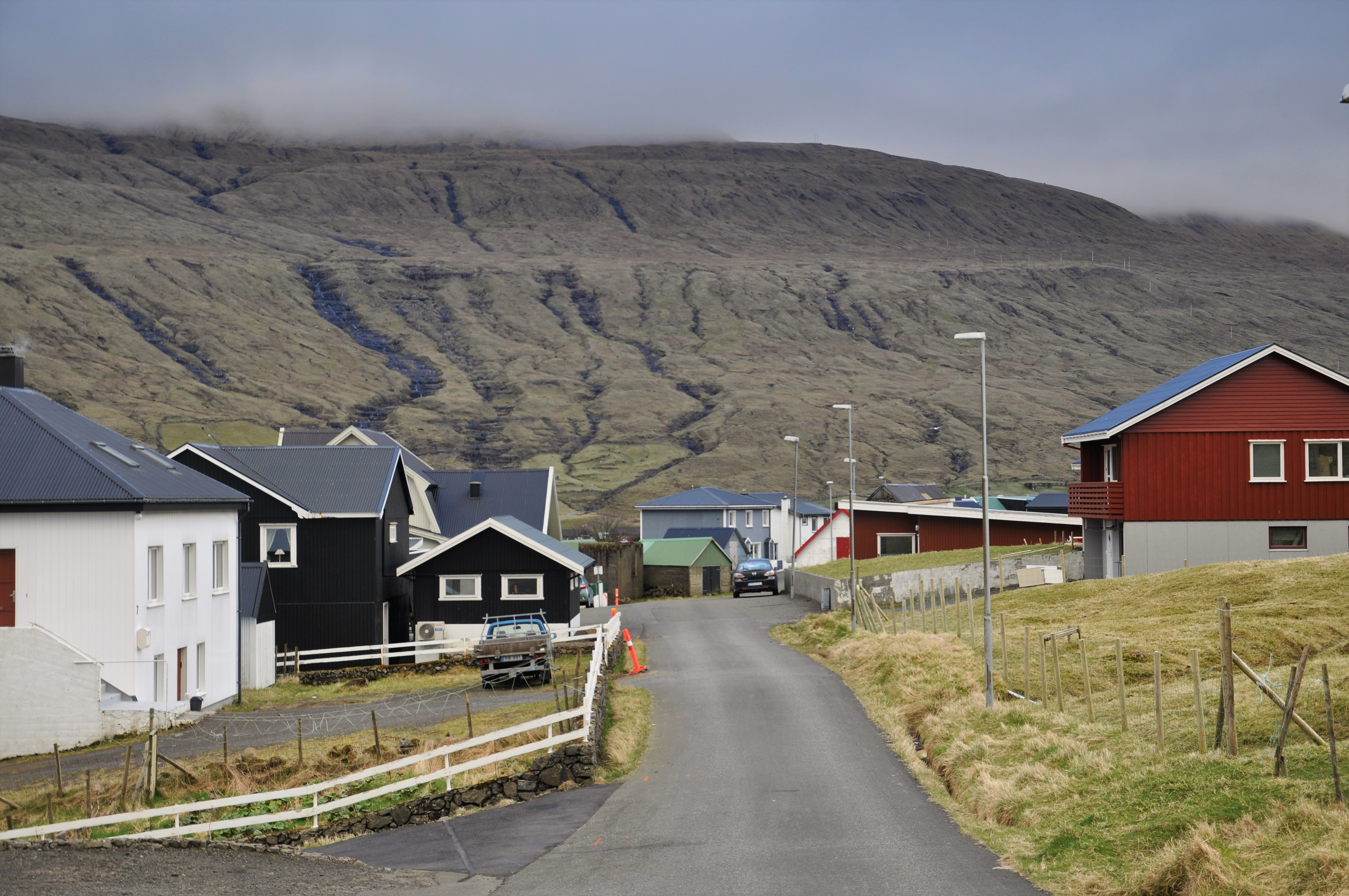
Rue à Streymnes
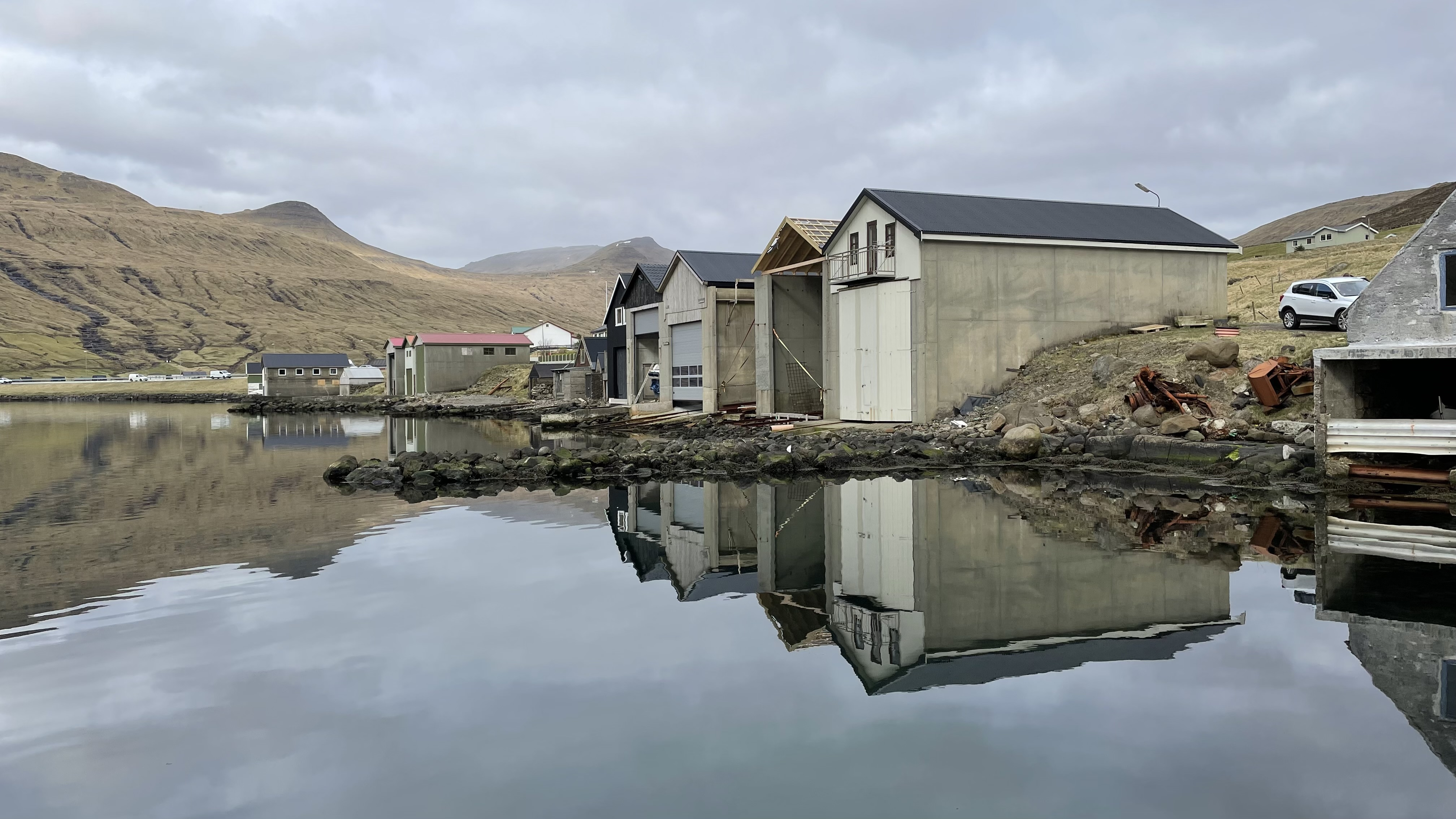
Hangars à bateaux